# Universidade de Tóquio
A Universidade de Tóquio (東京大学, Tōkyō daigaku) é uma universidade pública localizada em Bunkyō, Tóquio, Japão. Fundada em 1877, foi a primeira das nove universidades imperiais fundadas pelo Império do Japão entre 1886 e o início da Segunda Guerra Mundial.
A universidade tem dez faculdades, 15 escolas de pós-graduação, e cerca de 30 000 alunos, 2 100 dos quais são estudantes internacionais. Seus cinco campi estão em Hongō, Komaba, Kashiwa, Shirokanedai e Nakano. Ela está entre o primeiro escalão das universidades japonesas selecionadas com financiamento adicional do projeto Top Global University, realizado pelo Ministério da Educação, Cultura, Esportes, Ciência e Tecnologia para aumentar a competitividade educacional global do Japão.
Desde 2018, entre os ex-alunos, membros do corpo docente e pesquisadores da Universidade de Tóquio estão dezessete primeiros-ministros, dezesseis ganhadores do Prêmio Nobel, três ganhadores do Prêmio Pritzker, três astronautas e um ganhador da Medalha Fields.

## História
A universidade foi fundada pelo governo Meiji em 1877 com seu nome atual, fundindo escolas governamentais mais antigas de medicina, vários estudiosos tradicionais e ensino moderno. Ela foi rebatizada de Universidade Imperial (帝國大學, Teikoku daigaku) em 1886, e depois Universidade Imperial de Tóquio (東京帝國大學, Tōkyō teikoku daigaku) em 1897, quando o sistema de Universidade Imperial foi criado. Em setembro de 1923, um terremoto e os subsequentes incêndios destruíram cerca de 700 000 volumes da Biblioteca da Universidade Imperial. Os livros perdidos incluíam a Biblioteca Hoshino (星野文庫, Hoshino bunko), uma coleção de cerca de 10 000 livros. Os livros pertenciam anteriormente ao historiador japonês Hoshino Hisashi antes de se tornarem parte da biblioteca da universidade e eram principalmente sobre filosofia e história chinesas. 
Em 1947, após a derrota do Japão na Segunda Guerra Mundial, reassumiu seu nome original. Com o início do novo sistema universitário em 1949, a Universidade de Tóquio incorporou a antiga Primeira Escola Superior (atual campus Komaba) e a antiga Escola Superior de Tóquio, que daí em diante assumiu a função de ensinar alunos de primeiro e segundo anos, enquanto as faculdades no campus principal de Hongo atendiam alunos do terceiro e quarto anos. 
Embora a universidade tenha sido fundada durante o período Meiji, ela tem raízes anteriores na Agência de Astronomia (天文方; 1684), no Escritório de Estudos Shoheizaka (昌平坂学問所; 1797) e na Agência de Tradução de Livros Ocidentais (蕃書和解御用; 1811). Essas instituições eram repartições governamentais estabelecidas pelo Xogunato Tokugawa (1603–1867) e desempenharam um papel importante na importação e tradução de livros da Europa. 
De acordo com o The Japan Times, a universidade possuía 1 282 professores em fevereiro de 2012. Destes, 58 eram mulheres.
No outono de 2012 e pela primeira vez, a Universidade de Tóquio iniciou dois programas de graduação totalmente ministrados em inglês e voltados para estudantes internacionais - Programas em Inglês em Komaba (PEAK) - o Programa Internacional para o Japão no Leste Asiático e o Programa Internacional em Ciências Ambientais. Em 2014, a Escola de Ciências da Universidade de Tóquio introduziu um programa de transferência de graduação totalmente em inglês chamado Global Science Course (GSC).

## Organização
A Universidade de Tóquio é organizada em 10 faculdades e 15 escolas de pós-graduação.

### Faculdades
- Faculdade de Astronomia
- Faculdade de Direito
- Faculdade de Medicina
- Faculdade de Letras
- Faculdade de Ciências
- Faculdade de Engenharia
- Faculdade de Agricultura
- Faculdade de Economia
- Faculdade de Artes e Ciências
- Faculdade de Educação
- Faculdade de Ciências Farmacêuticas

### Escolas de Pós-Graduação
- Escola de Pós-Graduação em Ciências Agrárias e da Vida
- Escola de Pós-Graduação em Artes e Ciências
- Escola de Pós-Graduação em Economia
- Escola de Pós-Graduação em Educação
- Escola de Pós-Graduação em Engenharia
- Escola de Pós-Graduação em Ciências de Fronteira
- Escola de Pós-Graduação em Ciências Humanas e Sociologia
- Escola de Pós-Graduação em Ciência e Tecnologia da Informação
- Escola de Pós-Graduação em Estudos Interdisciplinares da Informação
- Escolas de Pós-Graduação em Direito e Política
- Escola de Pós-Graduação em Ciências Matemáticas
- Escola de Pós-Graduação em Medicina
- Escola de Pós-Graduação em Ciências Farmacêuticas
- Escola de Pós-Graduação em Políticas Públicas
- Escola de Pós-Graduação em Ciências

### Programas de pós-graduação
A Escola de Direito da Universidade de Tóquio é considerada uma das principais faculdades de Direito do Japão, ocupando o primeiro lugar no número de candidatos aprovados no Exame da Ordem do Japão em 2009 e 2010. O Eduniversal classificou as melhores escolas de negócios japonesas, e a Faculdade de Economia da Universidade está em 4º lugar no ranking no Japão (111º no mundo).

### Pesquisa

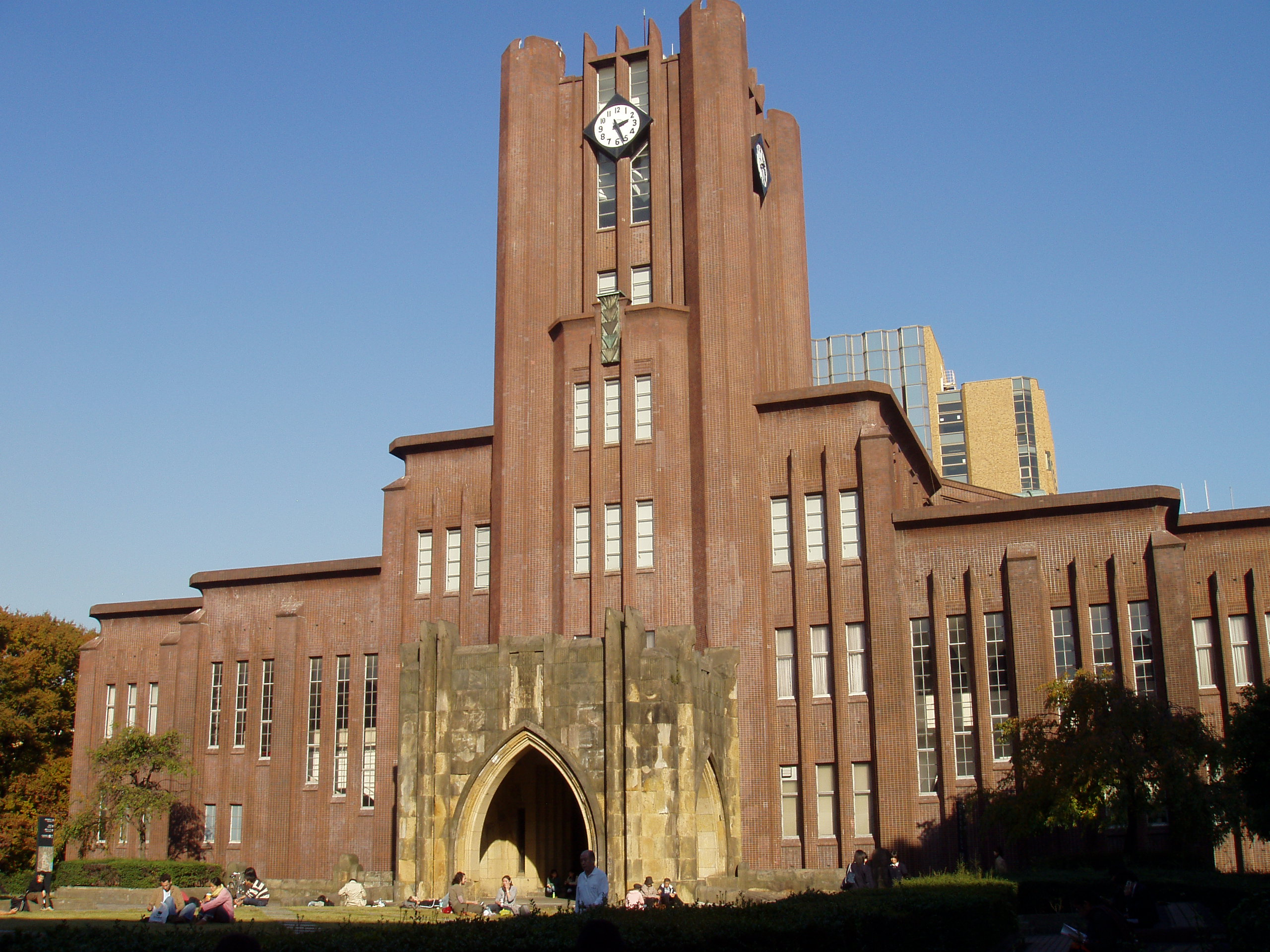
Auditório de Yasuda localizado no Campus Hongô da Universidade de Tóquio.

A Universidade de Tóquio é considerada uma das principais instituições de pesquisa do Japão. Recebe o maior montante de subsídios nacionais para instituições de pesquisa, Grants-in-Aid for Scientific Research, recebendo 40% mais do que a Universidade com 2ª maior bolsa e 90% mais do que a Universidade com 3ª maior bolsa. Este enorme investimento financeiro do governo japonês afeta diretamente os resultados da pesquisa da universidade. De acordo com a Thomson Reuters, a Universidade de Tóquio é a melhor instituição de pesquisa do Japão. Sua excelência em pesquisa é especialmente distinta em Física (1ª no Japão, 2ª no mundo), Biologia e Bioquímica (1ª no Japão, 3ª no mundo), Farmacologia e Toxicologia (1ª no Japão, 5ª no mundo), Ciência de Materiais ( 3ª no Japão, 19ª no mundo), Química (2ª no Japão, 5ª no mundo) e Imunologia (2ª no Japão, 20ª no mundo).
Em outra classificação, o Nikkei Shimbun pesquisou em 16 de fevereiro de 2004 sobre os padrões de pesquisa em estudos de engenharia com base na Thomson Reuters, Grants in Aid for Scientific Research e questionários realizados com os chefes de 93 centros de pesquisa japoneses líderes, e a Universidade de Tóquio esteve classificada em 4º lugar (capacidade de planejamento de pesquisa em 3º/ capacidade informativa do resultado da pesquisa em 10º/capacidade de colaboração entre empresas e academia em 3º) no ranking. A Weekly Diamond também informou que a Universidade de Tóquio tem o terceiro maior padrão de pesquisa no Japão em termos de financiamento de pesquisa por pesquisadores no Programa COE. No mesmo artigo, também aparece em 21º lugar em termos de qualidade da educação por subsídios de boas práticas por aluno.
A Universidade de Tóquio também é reconhecida por suas pesquisas nas ciências sociais e humanas. Em janeiro de 2011, a Research Papers in Economics classificou o departamento de Economia da Universidade de Tóquio como a melhor única universidade japonesa de pesquisa em economia e a única universidade japonesa entre as 100 melhores do mundo. 9 presidentes da Associação Econômica Japonesa são ex-alunos da Universidade de Tóquio, o maior número da associação. O Asahi Shimbun resumiu a quantidade de trabalhos acadêmicos nas principais revistas jurídicas japonesas por universidade, e a Universidade de Tóquio foi classificado como a primeira com mais trabalhos durante 2005-2009.

#### Institutos de Pesquisa
- Instituto de Ciência Médica
- Instituto de Pesquisa de Terremotos
- Instituto de Cultura Oriental
- Instituto de Ciências Sociais
- Instituto de Ciências Industriais
- Instituto Historiográfico
- Instituto de Biociências Moleculares e Celulares
- Instituto de Pesquisa de Raios Cósmicos
- Instituto de Física de Estado Sólido
- Instituto de Pesquisa Oceanográfica
- Centro Avançado de Pesquisa em Ciência e Tecnologia

A Escola de Ciências da Universidade e o Instituto de Pesquisa de Terremotos estão ambos representados no Comitê Nacional de Coordenação para Previsão de Terremotos.

## Ex-alunos e membros do corpo docente notáveis
- A universidade teve muitos alunos notáveis. 15 primeiros-ministros do Japão estudaram na Universidade de Tóquio.[24] O ex-primeiro-ministro Kiichi Miyazawa ordenou que as agências governamentais japonesas reduzissem a taxa de funcionários que frequentaram o corpo docente da universidade para menos de 50 por cento devido a preocupações com a diversidade na burocracia.[25]
- Dez ex-alunos da Universidade de Tóquio receberam o Prêmio Nobel.[26]

1. Yasunari Kawabata, Literatura, 1968
2. Leo Esaki, Física, 1973
3. Eisaku Satō, Paz, 1974
4. Kenzaburō Ōe, Literatura, 1994
5. Masatoshi Koshiba, Física, 2002
6. Yoichiro Nambu, Física, 2008
7. Ei-ichi Negishi, Química, 2010
8. Takaaki Kajita, Física, 2015
9. Satoshi Ōmura, Fisiologia ou Medicina, 2015
10. Yoshinori Ohsumi, Fisiologia ou Medicina, 2016

- Dois ex-alunos da Universidade de Tóquio receberam a Medalha Fields ou o Prêmio Gauss.

1. Kunihiko Kodaira, 1954
2. Kiyoshi Itô, 2006

- Quatro receberam o Prêmio Pritzker de Arquitetura:

1. Toyo Ito
2. Kenzo Tange
3. Fumihiko Maki
4. Arata Isozaki